# Desmeocraera brumata
Desmeocraera brumata är en fjärilsart som beskrevs av Sergius G. Kiriakoff 1964. Desmeocraera brumata ingår i släktet Desmeocraera och familjen tandspinnare. Inga underarter finns listade i Catalogue of Life.